# Патард

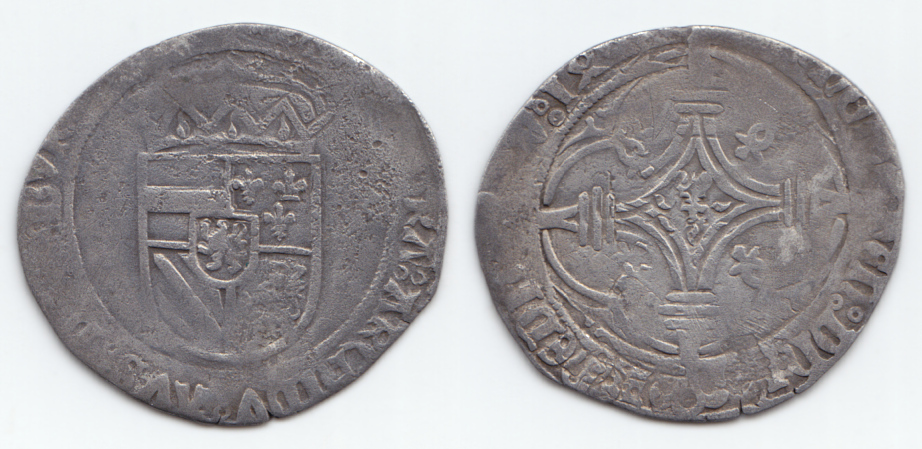
Патард 1499 года, Бургундские Нидерланды, Филипп IV. Отчеканена в Намюре, билон 319 пробы, вес 2.55 г.

Патард (фр. Patard) — серебряная монета Фландрии, Брабанта и Бургундии, впервые выпущенная в конце XV века. Фактически патард представлял собой южнонидерландскую разновидность голландского стювера. Стоимость патарда колебалась, но, как правило, равнялась стюверу. Нидерландский даальдер был равен 32 патардам, золотой флорин — 34 патардам.
Во Франции биллонные патарды чеканились при Карле VI (1380—1422), Карле VII (1422—1461) и Людовике XI (1461—1483).
В Монако медные монеты в 2 и 4 патарда чеканились в 1640 году при князе Оноре II (1604—1662).